# Listă de scriitori ecuadorieni
Aceasta este o listă de scriitori ecuadorieni.

## A
- Jorge Enrique Adoum (1926–2009)
- Demetrio Aguilera Malta (1909–1981)
- César Dávila Andrade

## B
- Pablo Balarezo Moncayo (1904–1999)
- Paco Benavides (1964–2003)
- Ana Cecilia Blum
- Antonio Borrero (1827–1911)
- Ramón Borrero y Cortázar (1824–1895)

## C
- Eliécer Cárdenas (* 1950)
- Carlos Calderón Chico (1953–2013)
- Luis Costales (1926–2006)
- Jorge Carrera Andrade (1903–1978)
- Alejandro Carrión (1915–1992)
- Benjamín Carrión (1898–1979)
- Fanny Carrión de Fierro
- Iván Carvajal (* 1948)
- José de la Cuadra (1903–1941)

## D
- César Dávila Andrade (1918–1967)
- Jorge Dávila Vásquez (* 1947)
- Miguel Donoso Pareja (* 1931)

## E
- José María Egas (1896–1982)
- Iván Egüez (* 1944)
- Eugenio Espejo (1747–1795)
- Ileana Espinel (1933–2001)
- María Fernanda Espinosa (* 1964)
- Nelson Estupinan Bass (1912–2002)

## G
- Joaquín Gallegos Lara (1911–1947)
- Enrique Gil Gilbert (1912–1973)
- Euler Granda (* 1935)

## H
- Laura Hidalgo (1927–2005)

## I
- Jorge Icaza (1906–1978)
- Edna Iturralde (* 1948)

## J
- Gustavo Alfredo Jácome (* 1912)

## L
- Ignacio Lasso (1911–1943)

## M
- Edwin Madrid (* 1962)
- Juan León Mera (1832–1894)
- Juan Montalvo (1832–1889)

## O
- José Joaquín de Olmedo (1780–1847)
- Iván Oñate (* 1949)
- Adalberto Ortiz (1914–2003)

## P
- Pablo Palacio (1906–1947)
- Alfredo Pareja Diezcanseco (1908–1993)

## Q
- Jorge H. Queirolo (* 1963)
- Aleyda Quevedo (* 1972)

## R
- Ángel Felicísimo Rojas (1909–2003)

## S
- Humberto Salvador (1909–1982)

## T
- Fernando Tinajero (* 1940)
- Francisco Tobar García (1928–1997)

## U
- Benjamin Urrutia (* 1950)

## V
- Raúl Vallejo (* 1959)
- Carmen Váscones Martínez (* 1958)
- Javier Vásconez (* 1947)
- Juan de Velasco (1727–1792)
- Jorge Velasco Mackenzie (* 1949)
- Pedro Jorge Vera (1914–1999)
- Diego Viga (eigentlich Paul Engel, 1907–1997)
- Gaspar de Villarroel (1578–1665)
- Eugenia Viteri (* 1930)

## Y
- Alicia Yánez Cossío (* 1929)

## Z
- Gonzalo Zaldumbide (1883–1965)